# Dolly Buster
Dolly Buster (pravim imenom Nora Baumberger; rođena u Pragu 12. listopada 1969. kao Nora Dvořáková) je češka filmska producentica, spisateljica i bivša pornografska glumica. 
Rođena je u Čehoslovačkoj, ali se krajem 1980-ih doselila u Zapadnu Njemačku. Relativno brzo je počela porno-karijeru, koju su znatno potpomogle plastične operacije i silikonski umeci u grudi. Tijekom nje je nastupila u 50 filmova. Karijeru je okončala 1997. nakon udaje ua porno-producenta Josefa Baumbergera. Nakon toga se bavila pjevanjem, pisanjem romana i uglavnom neuspjelim pokušajima da bude izabrana u njemački i europski Parlament.

## Vanjske poveznice
- [neaktivna poveznica]